# Tjeckoslovakiens historia

Tjeckoslovakiens presidents vapen mellan 1960 och 1990 (texten betyder "Sanningen segrar").

Tjeckoslovakiens historia berör den tid som Tjeckoslovakien existerade som suverän stat, vilket var från 1918 till 1992 med avbrott under andra världskriget. Tjeckoslovakien bildades efter första världskriget när dubbelmonarkin Österrike-Ungern upplöstes. Landet fick sitt namn efter folkgrupperna tjeckerna och slovakerna, men landet hade också andra stora minoritetsgrupper som tyskar och ungrare. Särskilt tyskarna var missnöjda med de levnadsförhållanden de hade i Tjeckoslovakien, vilket ledde till en politisk uppgörelse 1938 kallad Münchenöverenskommelsen. Denna överenskommelse innebar att Sudetenland i väster inlemmades i Tyskland. Det fanns också spänningar mellan tjecker och slovaker och i februari 1939 utropade Slovakien självständighet. Slovakiens självständighet var dock begränsad och de tjeckiska länderna Böhmen och Mähren var ockuperade av Tyskland under andra världskriget.
Merparten av Tjeckoslovakien befriades 1945 från nazister och nazistsympatisörer av Röda armén, och det tjeckoslovakiska kommunistpartiet hade enligt vissa bedömare ett stort stöd bland befolkningen. Några fria val hölls dock inte. Från och med den så kallade Pragkuppen 1948 leddes landet av kommunistpartiet styrt från Moskva. Från mitten av 1960-talet började vissa reformer att diskuteras och under Pragvåren 1968 diskuterades dessa reformer öppet. Tjeckoslovakiens grannländer oroades dock över detta och invaderade (under ledning av Sovjetunionen) Tjeckoslovakien i augusti 1968. Under de följande 20 åren motarbetades all form av opposition. Trots detta blev den oppositionella gruppen Charta 77 och dess talesman Václav Havel internationellt kända. De politiska förändringarna i Europa 1989 påverkade även Tjeckoslovakien, vilket bland annat resulterade i att Václav Havel blev president och fria val hölls 1990. Bland tjecker och slovaker fanns det olika åsikter om hur snabbt vissa ekonomiska reformer skulle genomföras och det ledde till att Tjeckoslovakien upplöstes 1992. Den 1 januari 1993 bildades istället de två separata republikerna Tjeckien och Slovakien.

## Tysk-romerska riket och Ungern

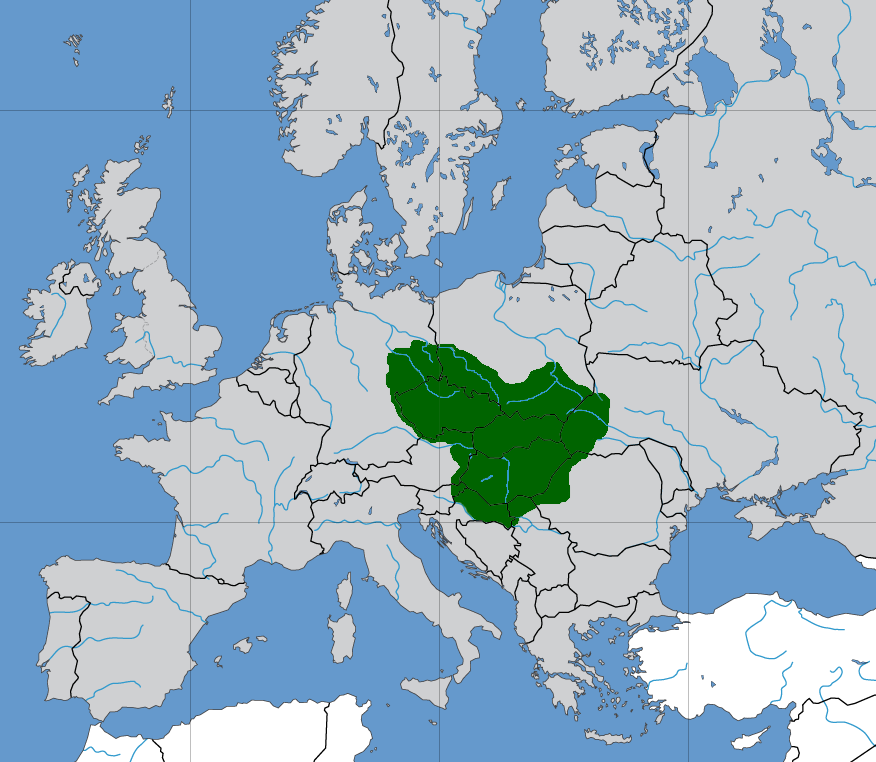
Karta över Stormähren vid dess största geografiska utbredning under Svatopluk I (871–894).

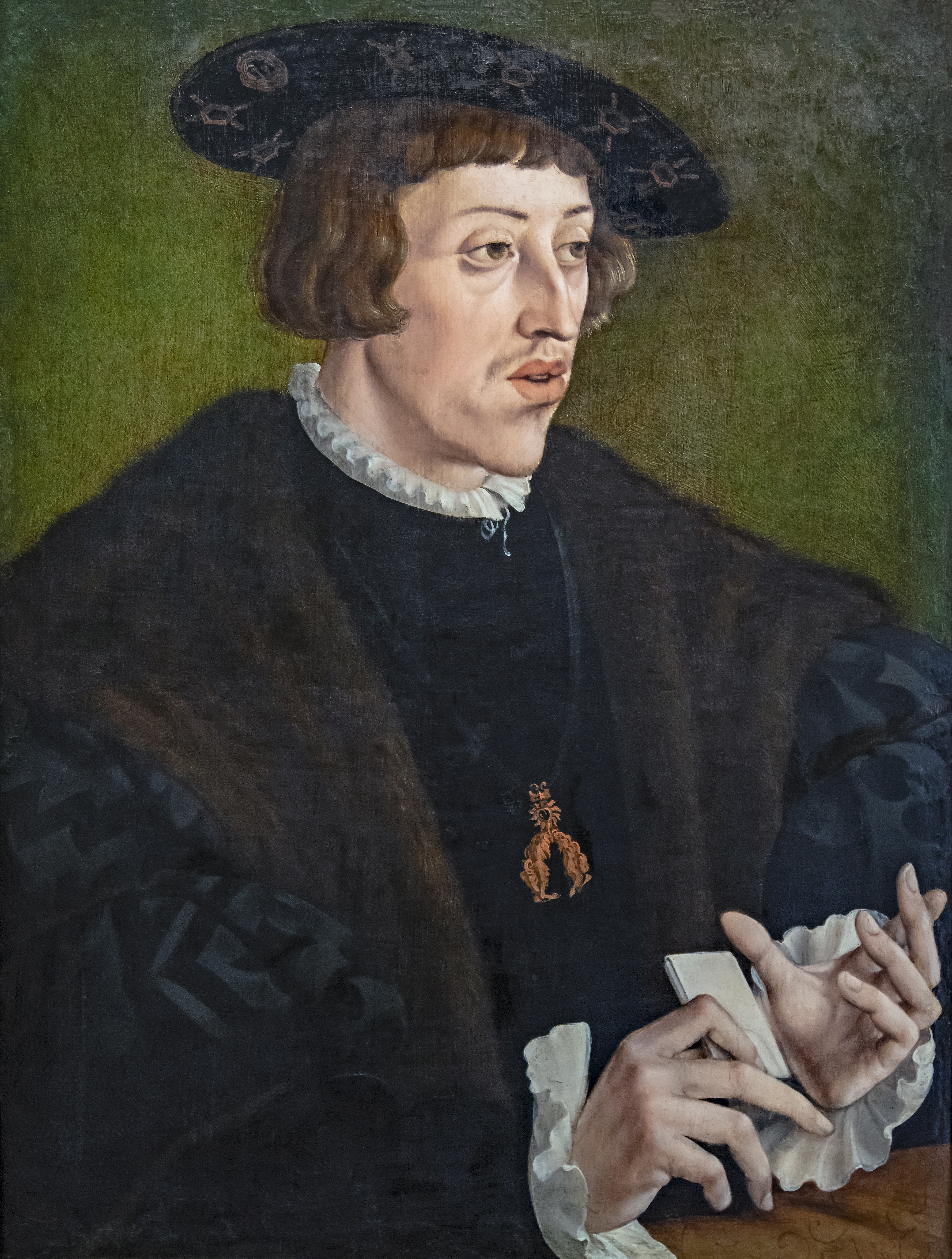
Ferdinand av Habsburg (1503–1564) och de efterföljande habsburgarna kom att styra över Böhmen, Mähren och Schlesien från 1520-talet fram till 1918.

Det västslaviska riket Stormähren existerade fram till 900-talet och beboddes av både tjecker och slovaker. Riket gick under när det anfölls österifrån av olika grupper, bland annat magyarer. Slovakien kom att hamna under den ungerska Stefanskronan medan landskapen Böhmen, Mähren och Schlesien bildade ett eget kungarike som ingick i det tysk-romerska riket. Från och med 1520-talet blev Ferdinand av Habsburg kung och de efterföljande habsburgarna kom att styra över området fram till 1918. Tysktalande grupper hade bosatt sig i det böhmiska kungariket sedan 1000-talet och vid mitten av 1800-talet uppgick de tysktalande grupperna till två femtedelar av befolkningen. Den inhemska aristokratin kom med tiden att ersättas av en tysktalande.
1800-talet innebar ett nationellt uppvaknande både för tjecker och slovaker. Bland annat grundlades slovakiskan som ett skriftspråk av den katolske prästen Anton Bernolák (1762–1813). Den slovakiske lutherske prästen Ján Kollár (1793–1852) skrev poesi, där hans mest kända verk är Slávy dcera, och trots att han skrev på tjeckiska kom han att få en viktig roll för den slovakiska nationalismen. Ľudovít Štúr (1815–1856) lade grunden för det moderna slovakiska skriftspråket som han baserade på den centralslovakiska dialekten. Josef Dobrovský (1753–1829) skrev en tysk-tjeckisk ordbok, en bok om tjeckisk litteraturhistoria samt översatte verk av John Milton, Johann Wolfgang von Goethe och François-René de Chateaubriand till tjeckiska.
Både tjecker och slovaker försökte göra uppror under 1848, men misslyckades. Efter att dubbelmonarkin Österrike-Ungern bildades 1867 kom ungrarna att föra en hårdhänt magyariseringspolitik mot slovakerna. Slovakerna gavs inte möjlighet till utbildning utöver grundskola på sitt eget språk och de tre miljonerna slovakerna var knappt representerade vid parlamentet i Budapest. Många slovaker valde att utvandra och under en period av 40 år, fram till första världskriget, utvandrade 80 000 slovaker. Tjeckerna hade egna representanter i parlamentet i Wien, vilka representerade de två politiska partierna gammaltjecker och ungtjecker och som därmed fick värdefulla politiska erfarenheter.

## Frihetskampen

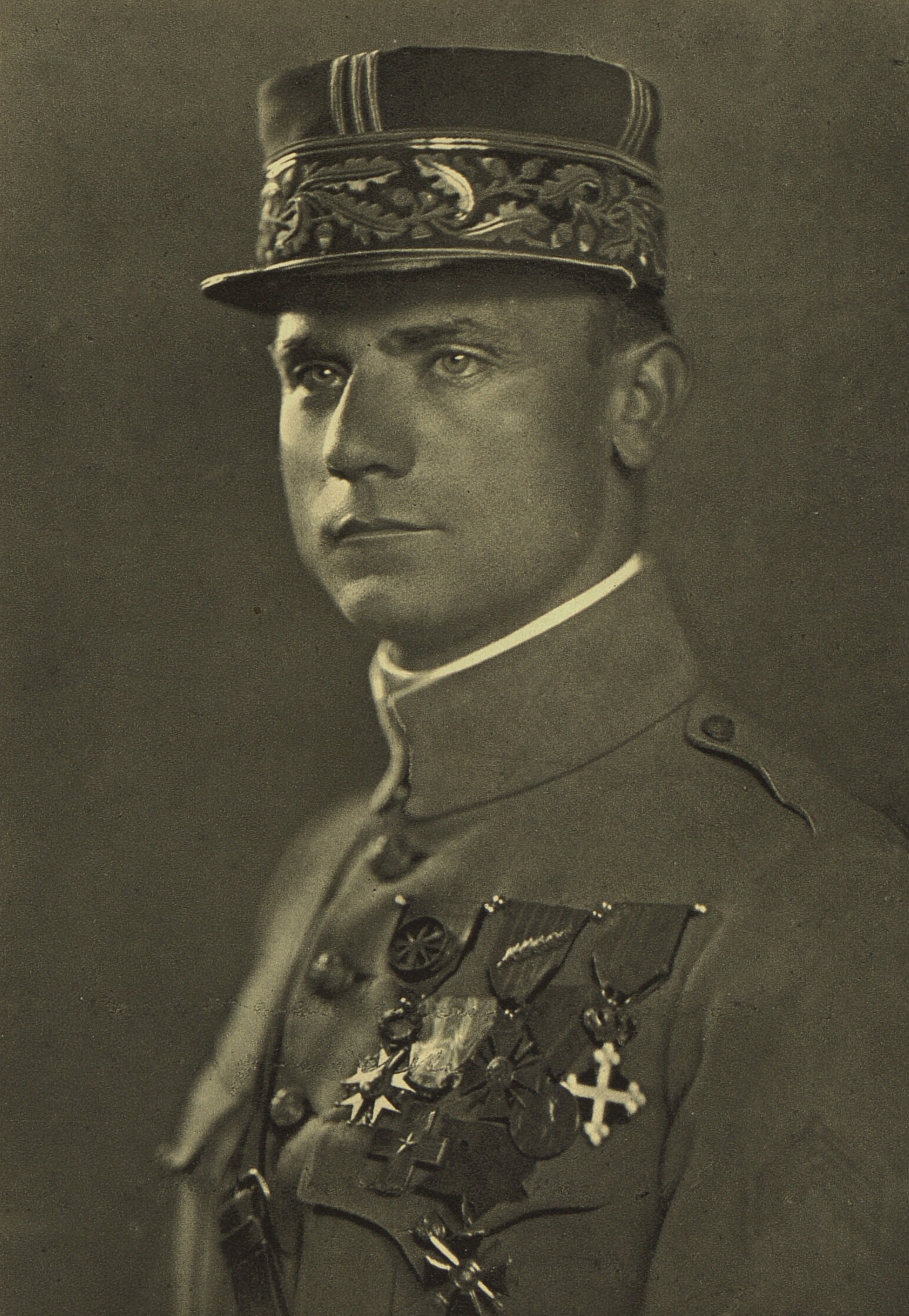
Milan Rastislav Štefánik (1880–1919) var en slovakisk politiker, diplomat och astronom.

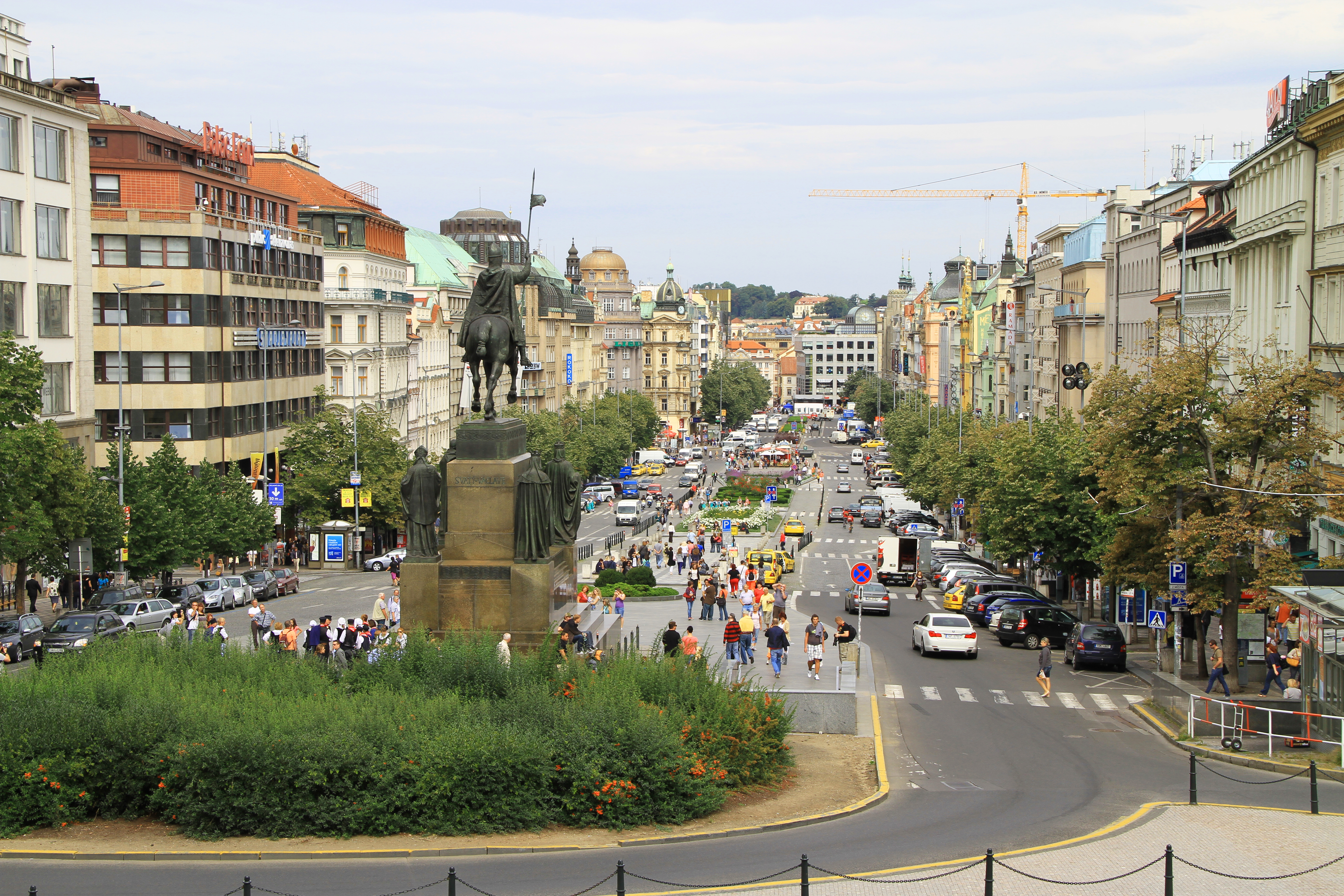
Den 28 oktober 1918 utropades Tjeckoslovakiens självständighet på Vaclavplatsen i Prag.

Kampen för ett upprättande av Tjeckoslovakien tog fart först under första världskriget och leddes främst av tre personer: Tomáš Masaryk, Edvard Beneš och Milan Rastislav Štefánik. Masaryk företrädde ungtjeckerna i det österrikiska parlamentet från 1891 och ansåg så sent som 1909 att det bästa för tjeckerna var autonomi inom ramen för ett federalt Österrike, då tjeckerna annars skulle vara alltför svaga gentemot det återförenade Tyskland och tsarens Ryssland. Efter utbrottet av första världskriget hjälpte Masaryk till att bygga upp en motståndsrörelse i hemlandet innan han reste till Västeuropa för att bearbeta ententens regeringar för att på så sätt få stöd för bildandet av Tjeckoslovakien. Masaryk, Beneš och Štefánik bildade 1916 det Tjeckoslovakiska nationalrådet i Paris. Genom tålmodigt arbete fick de nationalrådet erkänt av Frankrike, Storbritannien och USA under 1918.
Självständighetsrörelsen arbetade för att tjecker och slovaker skulle samlas i den gemensamma statet Tjeckoslovakien. Masaryks argument för detta var de historiska och språkliga banden mellan de två folkgrupperna och även att det fanns ekonomiska skäl för en förening. Masaryk kan också haft ett ytterligare skäl: i en tjeckisk stat utan slovakerna skulle de tyskspråkiga utgöra en mycket stor minoritet. Den 10 januari 1917 erkändes skapandet av Tjeckoslovakien som ett av de allierades krigsmål.
På hösten 1914 bildades en tjeckisk armélegion i Ryssland som bestod av utvandrade tjecker och senare även tjeckiska krigsfångar. I Frankrike bildades en tjeckoslovakisk armélegion av 3 000 tjecker och slovaker som utvandrat till USA. De tjeckiska soldaterna i Ryssland bildade en infanteribrigad, vilken kom att utmärkta sig vid slaget vid Zborov i juli 1917 i dagens Ukraina. Enligt Masaryks egna uppgifter kom dessa tjeckoslovakiska armétrupper att uppgå till 92 000 man i Ryssland, 12 000 man i Frankrike samt 24 000 i Italien.
Masaryk besökte också USA där han träffade tjeckiska och slovakiska emigranter. I juni 1918 undertecknade han en konvention i Pittsburgh som lovade autonomi och ett eget parlament för Slovakien inom ramen för en gemensam stat: Tjeckoslovakien. I USA fanns också emigranter från Rutenien, vilket är en del av Ungern med en slavisktalande befolkning, och vid en kongress röstade dessa emigranter för att Rutenien skulle ingå i Tjeckoslovakien inom ramen för en federation.
I september 1918 utropades det tjeckoslovakiska nationalrådet i Paris som Tjeckoslovakiens regering med Masaryk som president, Beneš som utrikesminister och Štefánik som försvarsminister. Den 18 oktober 1918 var Masaryk i Washington där han utropade Tjeckoslovakiens självständighet. Den 28 oktober samma år utropades självständigheten på Vaclavplatsen i Prag.
Den tyska befolkningen i Sudetområdet var inte heller passiv. Den 21 oktober 1918 röstade det österrikiska parlamentet för att Sudetlandet skulle tillhöra Österrike. Den 12 november röstade parlamentet för att Österrike och Tyskland skulle förenas. Det fick ingen praktisk betydelse eftersom tjeckoslovakiska styrkor snabbt ockuperade Sudetområdet. Den 1 november förklarade Ungern sig självständigt från Österrike-Ungern och den 11 november ockuperade ungerska styrkor Slovakien. Det dröjde till mitten av januari 1919 innan tjeckoslovakiska styrkor kunde erövra Slovakien. Samma månad ockuperade tjeckoslovakiska styrkor Teschen vid gränsen mot Polen, ett litet hertigdöme där majoriteten av invånarna var polacker. Styrkorna blev dock tvungna att dra sig tillbaka och frågan hänsköts till fredskonferensen. Vid fredskonferensen i Paris gjorde Beneš anspråk på Böhmen, Mähren, Schlesien, Slovakien, Rutenien, det historiska området Lausitz samt en korridor genom Ungern för att förbinda Tjeckoslovakien med Jugoslavien. De två sista anspråken erkändes inte av fredskonferensen.

## Den första republiken

Tjeckoslovakien i slutet av 1920-talet.

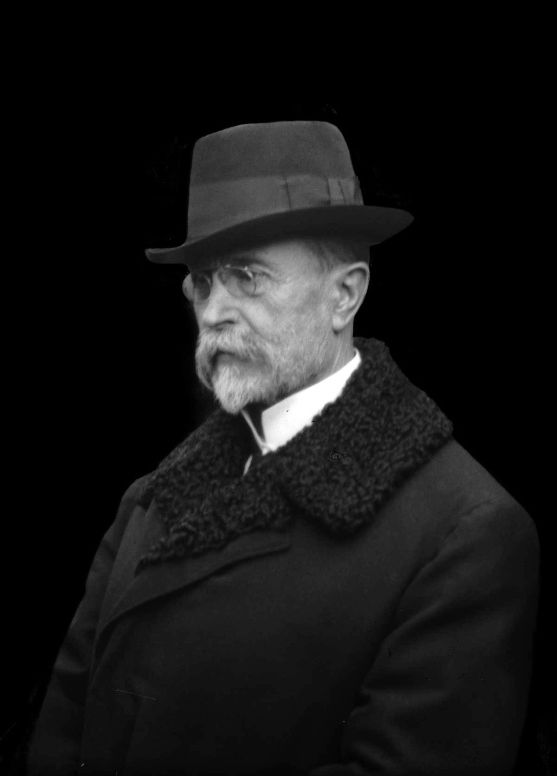
Tomáš Garrigue Masaryk (1850–1937), Tjeckoslovakiens förste president mellan åren 1918–1935.

Den nya republiken bestod av sju miljoner tjecker, två miljoner slovaker, mellan tre och tre och en halv miljon sudettyskar, 750 000 ungrare, 500 000 karpatorutener och 80 000 polacker. I november 1918 fick republiken ett tillfälligt parlament och en tillfällig regering. Det tillfälliga parlamentet hade som uppgift att besluta om republikens konstitution. I detta tillfälliga parlament fanns endast representanter för tjecker och slovaker och inga andra etniska grupper. Bland sudettyskarna fanns det många som inte erkände republiken utan ville att Sudetlandet skulle förenas med Österrike. Den 4 mars 1919 demonstrerade sudettyskarna varpå 54 demonstranter sköts ihjäl och 84 skadades av polisen.
I april 1920 hölls de första parlamentsvalen och den första Nationalförsamlingen valde Masaryk till landets president, Karel Kramář till statsminister och Beneš till utrikesminister. Landets splittring i olika nationaliteter, religioner och sociala klasser fick som resultat ett splittrat parlament med en stor mängd partier. Ändå präglades den tjeckoslovakiska politiken av stabilitet eftersom samma fem partier alltid ingick i regeringen: Republikanska agrarpartiet, Tjeckoslovakiska Nationaldemokratiska partiet, Tjeckoslovakiska Socialdemokratiska partiet, Tjeckoslovakiska Folkpartiet och Tjeckoslovakiska Nationalsocialistiska partiet (det sistnämnda ska inte förväxlas med nazister). Agrarpartiets Antonín Švehla var statsminister under större delen av 1920-talet. Efter 1926 ingick även tyska partier i parlamentet. Kommunistpartiet var hela tiden tillåtet, men saknade inflytande. 1921 splittrades socialdemokraterna och en Moskva-trogen fraktion bildade Tjeckoslovakiska kommunistpartiet som anslöt sig till Komintern (partiledare från 1927 var Klement Gottwald). Den politiska stabiliteten gynnades också av att Masaryk förblev president ända fram till 1935.
Tjeckoslovakien styrdes som en enhetsstat från Prag, där de officiella språken var tjeckiska, slovakiska, ungerska samt tyska med tjeckoslovakerna som det statsbärande folket. Andra etniska grupper var kategoriserades som minoriteter trots att den tysktalande befolkningen var större än den slovakiska. I Masaryks första tal som president kallade han sudettyskarna för "invandrare och kolonisatörer" trots att tysktalande levt i Böhmen i hundratals år. Slovaker och karpatorutener hade anslutit sig till målet om en tjeckoslovakisk stat under förutsättning att de fick autonomi, men detta blev alltså inte fallet. Både slovaker och rutener protesterade mot hur tjeckerna styrde landet; exempelvis dominerade tjeckerna bland lärarna, läkarna och tjänstemännen vilket innebar att slovaker och rutener inte hade någon möjlighet att få dessa jobb. Štefánik, tidens främste slovakiske politiker, avled i en flygolycka i maj 1919 och hans position togs över av Vavro Srobark, som förde en hårdhänt politik mot den ungerska minoriteten i landet. Prästen Andrej Hlinka var en förkämpe för en slovakisk autonomi och ledde även det Slovakiska folkpartiet.
Beneš var utrikesminister mellan 1920 och 1935, men var även verksam inom Nationernas förbund  där han arbetade för att trygga freden i Europa genom kollektiv säkerhet. Han trodde också på att stärka Tjeckoslovakiens säkerhet genom fördrag med dess grannländer; landet skrev under ett vänskapsavtal med Österrike 1921, vänskapsavtal med Italien 1924 samt vänskapsavtal med Polen 1925. Säkerhetspolitiskt knöt han 1924 landet till Frankrike för att på så sätt få militärt stöd vid en möjlig krissituation. Även Sovjetunionen förband sig 1935 att militärt stödja Tjeckoslovakien på villkor att Frankrike också gjorde detta. Den uppenbara svagheten var att Tjeckoslovakien inte gränsade till endera landet, vilket skulle ha inneburit praktiska svårigheter för båda att ge militärt stöd.

## Münchenöverenskommelsen

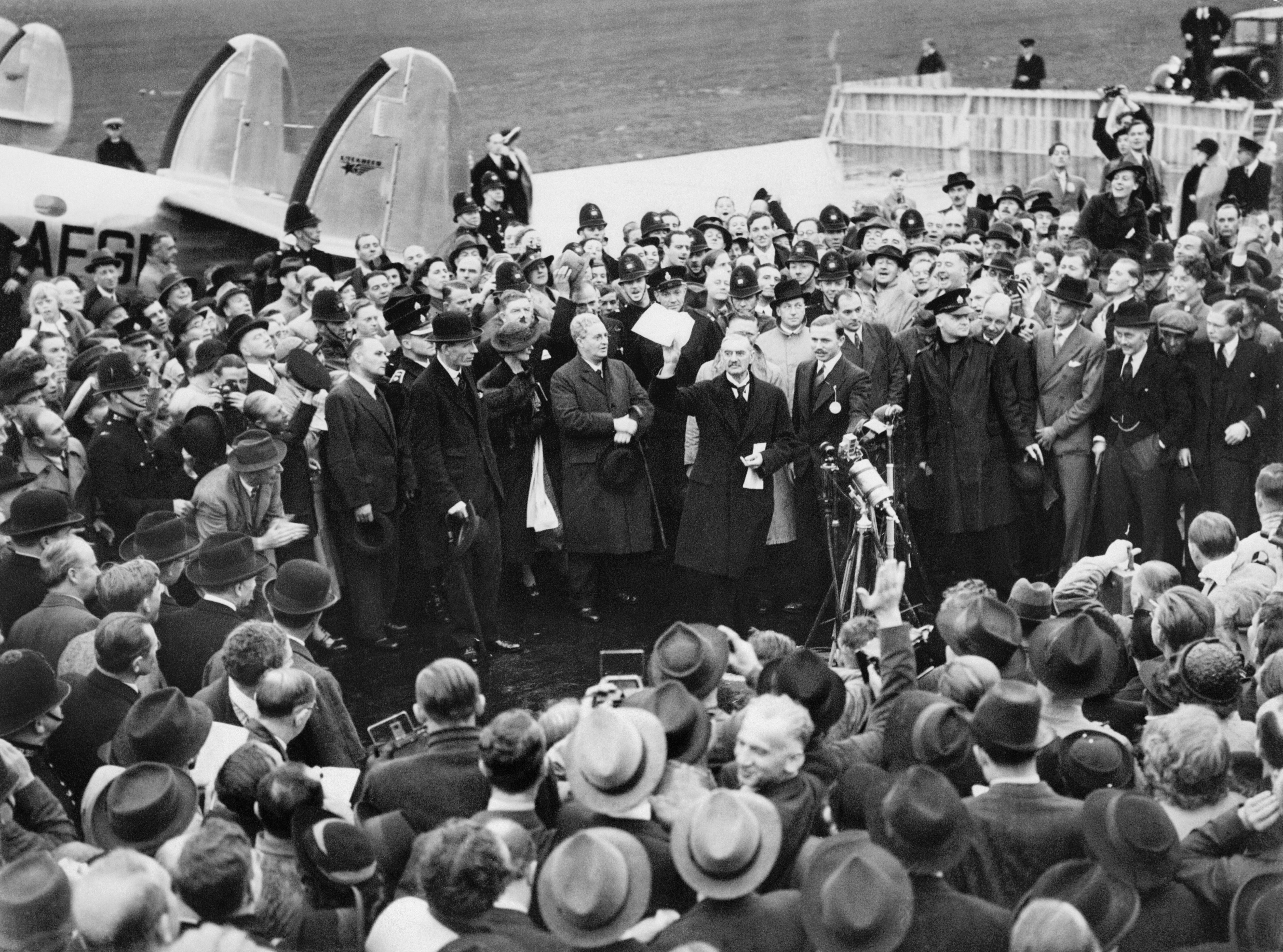
Efter toppmötet återvände den brittiske premiärministern Neville Chamberlain till Storbritannien där han den 30 september 1938 förklarade att Münchenöverenskommelsen innebar "fred i vår tid".

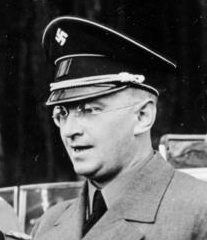
Konrad Henlein (1898–1945), partiledare för Sudetendeutsche Heimatfront (SHF) och senare även Sudetendeutsche Partei (SdP), verkade för att den tysktalande delen av Tjeckoslovakien skulle inlemmas i Tredje riket.

Den tyska folkgruppen i Tjeckoslovakien bodde främst i Böhmens gränstrakter mot Tyskland och Österrike och uppgick till drygt en fjärdedel av befolkningen. Bland dessa fanns det många som upplevde att regeringens politik var diskriminerande, särskilt i rättsväsendet och i skolorna samt att den jordreform som genomfördes i början av 1920-talet var orättvis mot tyskarna. Tyskarna bildade egna politiska partier och innehade statsrådsposter i regeringen. Den 1 oktober 1933 grundade Konrad Henlein Sudetendeutsche Heimatfront (SHF) vars huvudsakliga syfte var att verka för att den tysktalande delen av Tjeckoslovakien skulle inlemmas i Tredje riket. 1935 ombildades SHF till Sudetendeutsche Partei (SdP) och leddes även då av Henlein. Partiet sade sig sträva efter rättvis behandling av den tyska minoriteten och de var för decentralisering. Vid parlamentsvalet under våren 1935 fick partiet 60 procent av tyskarnas röster. Med tiden blev partiet allt mer radikalt och ställde allt större krav på regeringen, däribland autonomi. Partiet fick ekonomiskt stöd från Nazityskland och efter den tyska annekteringen av Österrike 1938, den så kallade anschluss, bad Adolf Hitler att Henlein skulle ställa allt högre krav på den tjeckoslovakiska regeringen som denna inte kunde uppfylla. Den 29 april 1938 presenterade Henlein ett sexpunktsprogram vars krav innebar full autonomi för den tyska folkgruppen i Tjeckoslovakien. Detta år hade SdP 1,3 miljoner anhängare.
De brittiska och franska regeringarna följde situationen och krävde att den tjeckoslovakiska regeringen skulle ge efter för kraven. President Beneš och premiärminister Milan Hodža vägrade till en början, men den 2 september 1938 presenterade Beneš en plan för att uppfylla Henleins sexpunktsprogram. Detta följdes av omfattande demonstrationer och Henlein flydde till Tyskland den 14 september. Den brittiske premiärministern Neville Chamberlain mötte Hitler i Berchtesgaden den 15 september 1938 och där krävde Hitler att de tyska områdena skulle "återlämnas" till Tyskland. Chamberlain diskuterade Hitlers krav med den franske premiärministern Édouard Daladier och presenterade sedan en brittisk-fransk plan som innebar att områden där minst hälften av invånarna talade tyska skulle överföras till Nazityskland.
På natten den 21 september 1938 klockan 02.15 besöktes Tjeckoslovakiens president av Storbritanniens och Frankrikes ambassadörer. Enligt den traditionella historieskrivningen har ambassadörerna ställt presidenten inför kravet att falla till föga för påtryckningarna och inför dessa påtryckningar accepterade Tjeckoslovakien kraven att överlämna gränsområdena. Enligt Persson (1990) var det väl känt av den tjeckoslovakiska regeringen att Frankrike inte tänkte gå ut i krig, för det hade den franske utrikesministern gjort klart för Tjeckoslovakiens ambassadör i Paris redan i juli 1938. Premiärministern Hodža hade tidigare på kvällen bett ambassadörerna att besöka presidenten samma natt och begärt att de skulle ställa presidenten inför ett ultimatum. Ambassadörernas uppvaktning skulle därmed ge den tjeckoslovakiska regeringen en förevändning att anta kraven.
Den 21 september 1938 accepterade den tjeckoslovakiska regeringen planen och genom att påstå att presidenten och regeringen ställts inför ett ultimatum gav grundlagen regeringen rätt att godkänna den fransk-brittiska planen utan att inkalla parlamentet. Den 23 september mobiliserades delar av krigsmakten, men Persson (1990) kallar detta en avledningsmanöver för att ge intrycket att regeringen inte tänkte ge vika. Den 29 september träffades Hitler, Chamberlain, Benito Mussolini och Daladier i München och kom vid Münchenöverenskommelsen överens om att tyska trupper skulle besätta Sudetlandet från och med den 1 oktober samma år. Chamberlain återvände sedan till London där han förklarade att han hjälpt till att avtala fram en ärofull fred. På eftermiddagen den 30 september fick tjeckoslovakerna veta att president Beneš beslutat att falla till föga för kraven. Beneš avgick den 5 oktober och lämnade landet fem dagar senare. Från den 1 oktober korsade tyska armén gränsen och besatte de avsatta områdena. Samma höst besatte polska styrkor Teschen och ungerska styrkor de södra delarna av Slovakien. Slovakien och Karpatorutenien fick autonomi och det politiskt försvagade landet döptes om till Tjecko-Slovakien. Den 14 mars 1939 utropade Slovakien sin självständighet och dagen efter ockuperade Nazityskland Böhmen och Mähren och gjorde området till ett tyskt protektorat. Karpatorutenien utropade också sin självständighet, men ockuperades kort därefter av Ungern.

## Andra världskriget

Karta över Tjeckoslovakien efter 1939.

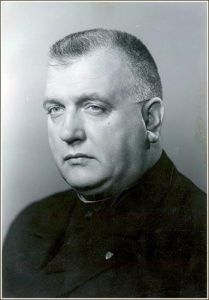
Jozef Tiso (1887–1947) var Slovakiska republikens president mellan 1939 och 1945. Tiso tvingades att föra den politik som Nazityskland beordrade och efter andra världskrigets slut dömdes han till döden för landsförräderi och avrättades genom hängning.

Till riksprotektor i Böhmen-Mähren utsågs diplomaten Konstantin von Neurath och som statssekreterare nazisten Karl Hermann Frank. Henlein, som hade haft en viktig roll under 1930-talet, verkar ha marginaliserats. Böhmen-Mähren var ockuperat, men tyskarna använde sig av etablerade tjeckiska politiker i regeringen, däribland premiärminister Alois Eliáš. Alla försök från befolkningen till protester eller fredliga demonstrationer möttes med våld av tyskarna; efter att studenter demonstrerat den 17 november 1939 stängdes alla universitet för resten av krigstiden. På hösten 1941 ersattes Neurath av reichsführer-SS Reinhard Heydrich. Heydrich gjorde snabbt klart att han inte tänkte lägga fingrarna emellan för att stoppa alla försök till sabotage. Den gamla fästningen i Terezín byggdes om till ett koncentrationsläger, Theresienstadt. Flera av de som satt i koncentrationslägret skickades vidare därifrån till utrotningsläger, men tusentals människor dog i Theresienstadt. I maj 1942 dog Heydrich efter ett attentat och som hämnd mördades stora delar av befolkningen i två byar, Lidice och Ležáky. Heydrichs efterträdare, Kurt Daluege, uppgav efter kriget att 1 331 människor mördades som hämnd av tyskarna.
Slovakien hade utropat sin självständighet den 14 mars 1939, men denna självständighet var ganska tom genom det fördrag mellan Slovakien och Tyskland som undertecknades den 23 mars samma år. Med detta fördrag hade Tyskland rätt att placera militära trupper i Slovakien. President Jozef Tiso var partiledare för Slovakiska folkpartiet och tvingades att föra den politik som Nazityskland beordrade. I augusti 1940 undertecknade Tiso ett dekret som innebar att 70 000 judar deporterades från Slovakien; de flesta av dessa mördades. Även i Slovakien gjorde befolkningen olika former av sabotage. Det bildades också en väpnad motståndsrörelse som i augusti 1944 gjorde ett väpnat uppror. Upprorsmakarna bad om militär hjälp, men den hjälp som skickades från Sovjetunionen och från de västallierade kunde inte hindra att upproret slogs ned efter 10 veckor.
Den förre presidenten Beneš var verksam i Washington och i London för att få det tjeckoslovakiska nationalrådet erkänt som exilregering och för att Tjeckoslovakien skulle återupprättas efter kriget inom de gränser som erkändes före 1938. Beneš arbetade också för att Tjeckoslovakien skulle räknas som krigförande stat på de allierades sida eftersom tjeckoslovaker ingick i de brittiska styrkorna. Beneš gjorde också klart att det efter kriget skulle vara nödvändigt att deportera den tyska folkgruppen ut ur Tjeckoslovakien och för detta fick Beneš stöd från den brittiske premiärministern Winston Churchill i april 1943 och följande månad från USA:s president Franklin D. Roosevelt. Han var också angelägen om goda relationer med Sovjetunionen och gick med på att Karpato-Rutenien överfördes till Sovjetunionen. Beneš lovade också att efter befrielsen skulle han låta de tjeckoslovakiska kommunisterna medverka i regeringen på de tyngsta ministerposterna. Från hösten 1944 och framåt befriades Tjeckoslovakien av sovjetiska Röda armén. De allra västligaste delarna med bland annat Pilsen befriades dock av amerikanska trupper.

## Efter befrielsen

Tjeckoslovakien tackade först ja till att delta i återuppbyggnadsprogrammet kallat Marshallplanen, men när Sovjetunionen gjorde det klart att de inte tänkte tolerera detta drog sig landet ur.

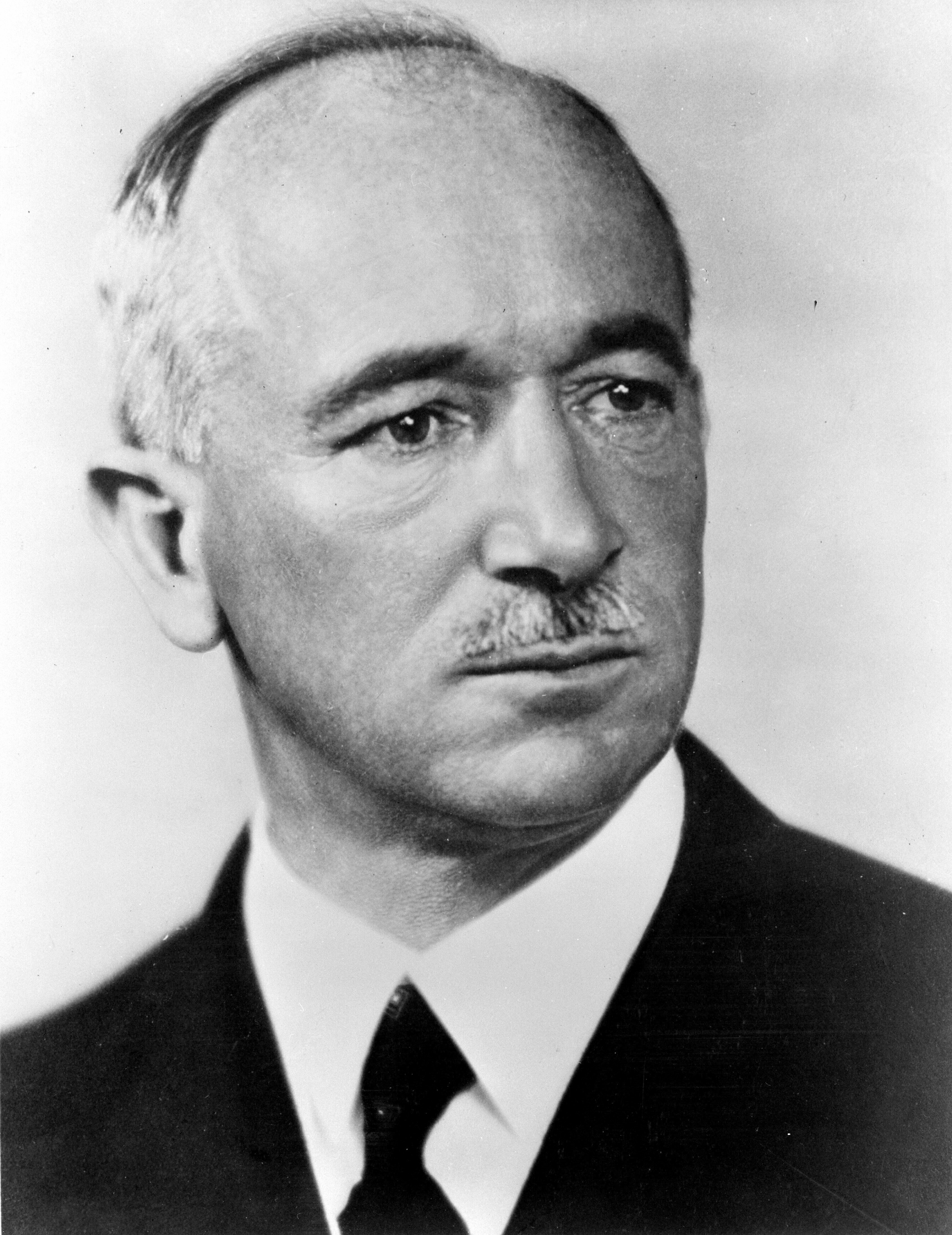
Edvard Beneš (1884–1948) som under sin verksamma tid innehade positioner såsom president, premiärminister och utrikesminister i Tjeckoslovakien.

I maj 1945 återvände Beneš till Prag och ämbetet som Tjeckoslovakiens president. Han hade redan under kriget förberett en omläggning av utrikespolitiken. Frankrikes och Storbritanniens undfallenhet inför Tyskland under Sudetkrisen hade skapat något av ett "Münchenkomplex" hos Beneš och han ville därför att Tjeckoslovakien skulle närma sig Sovjetunionen.
Efter befrielsen i maj 1945 styrdes Tjeckoslovakien av en koalitionsregering av samtliga tillåtna partier. De tidigare etablerade partierna Agrarpartiet och Slovakiska folkpartiet förbjöds eftersom de ansågs ha varit tyskvänliga under kriget. I regeringen hade kommunistpartiet och socialdemokraterna på vänsterkanten majoritet. Socialdemokraten Zdeněk Fierlinger, tidigare tjeckoslovakisk ambassadör i Moskva, blev statsminister och den opolitiske försvarsministern Ludvík Svoboda sympatiserade med kommunistpartiet. Den förre presidenten Tomáš Garrigue Masaryks son Jan Masaryk blev utrikesminister. Vid parlamentsvalet i maj 1946 fick kommunisterna 37,9 procent av rösterna och tillsammans med socialdemokraterna besatte de 151 av de 300 mandaten. Det kommunistiska partiets ordförande Klement Gottwald blev premiärminister.
De tillåtna partierna bildade en nationell front som bestämde vilka som fick ge ut böcker och tidningar. Politiska partier utanför den nationella fronten tilläts endast om de ställde sig bakom regeringsprogrammet. I ett tal vid Tjeckoslovakiens journalistförbund den 27 juni 1945 förklarade Beneš att pressfriheten måste ge efter för det allmännas bästa och att avsikten var att förhindra att "obestämda, mystiska och hemliga" avsikter låg bakom utgivandet av tidningar och böcker.
När USA i juni 1947 lanserade Marshallplanen tackade Tjeckoslovakien först ja till att delta i detta återuppbyggnadsprogram, men efter att Gottwald fått klart för sig att Sovjetunionen inte tänkte tolerera detta drog sig landet ur. Samarbetet inom koalitionsregeringen blev allt svårare och kommunisterna och socialdemokraterna kunde med sin majoritet genomdriva sin politik. Den 20 februari 1948 avgick de borgerliga statsråden i protest mot att den kommunistiske inrikesministern Václav Nosek fyllde höga tjänster inom poliskåren med kommunister. Tanken var att president Beneš skulle vägra godta avgångsansökningarna och istället utlysa nyval. Planen förutsatte att även de socialdemokratiska statsråden skulle avgå, men detta hände inte. Kommunisterna beväpnade den egna arbetarmilisen och den 24 november 1948 hölls en generalstrejk för att stödja kommunistpartiet. Den 25 februari 1949 godtog presidenten avgångsansökningarna.

## Sudettyskarna och Benešdekreten

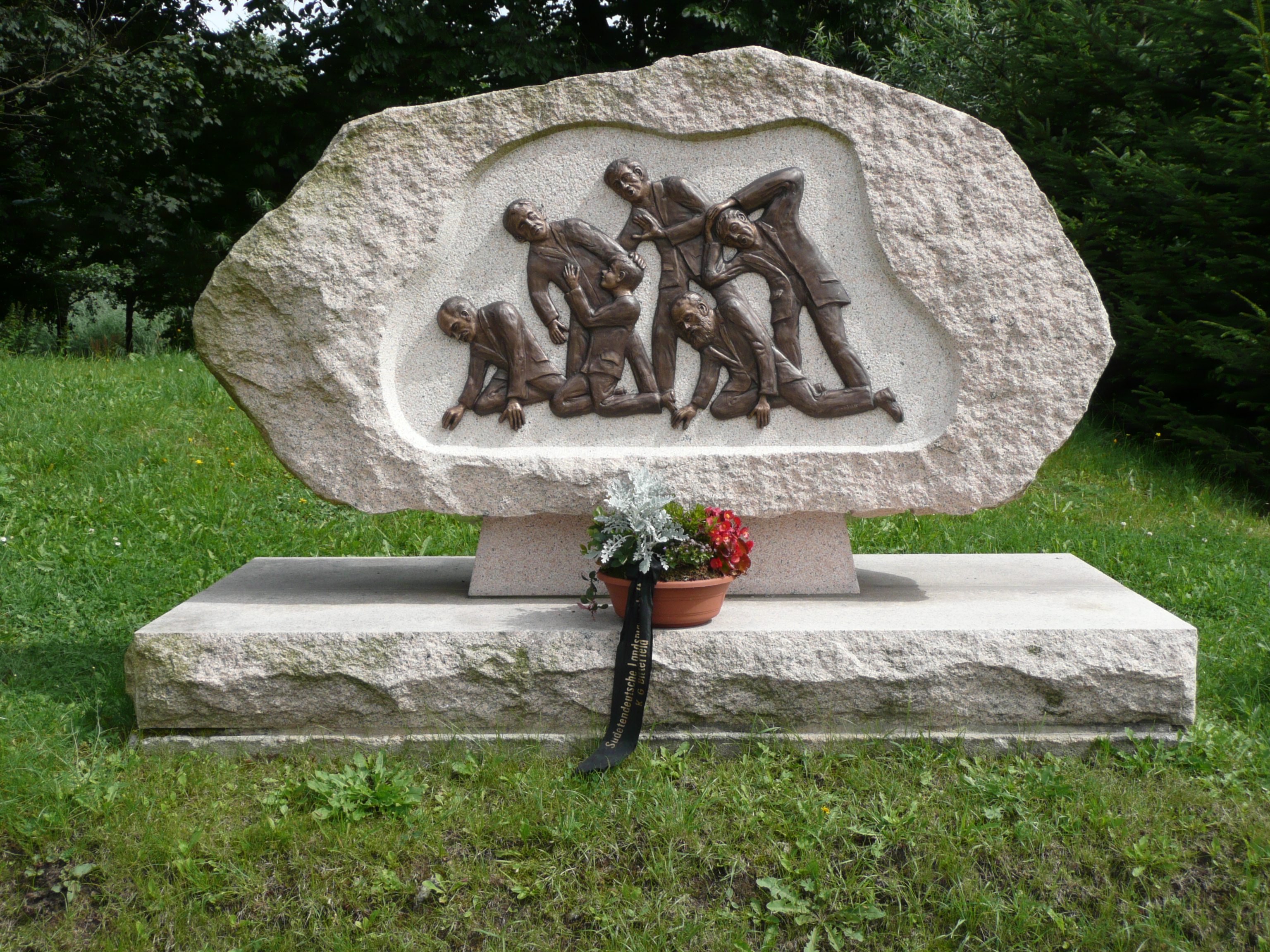
Minnessten i Deutschneudorf i Sachsen, vid den tjeckiska gränsen. Stenen restes till minne av de sudettyskar som dödades under dödsmarschen från Chomutov till arbetslägren vid Litvínov i juni 1945.

Fram till andra världskrigets slut bodde runt tre miljoner sudettyskar i dåvarande Tjeckoslovakien och utgjorde en fjärdedel av befolkningen. Frågan om att deportera den tyska befolkningen tog president Beneš hand om redan i augusti 1945. Genom Potsdamöverenskommelsen godkände USA, Storbritannien och Sovjetunionen denna etniska rensning. Tyskarna i protektoratet hade gjorts till medborgare i Tyskland under kriget och de blev nu tvungna att ansöka om tjeckoslovakiskt medborgarskap. Detta gavs endast till tyskar som kunde bevisa att de aktivt kämpat mot den tyska ockupationsmakten. Från och med i januari 1946 deporterades ungefär 800 000 tyskar. Därefter återstod endast 165 000 tyskar i Tjeckoslovakien, jämfört med över två miljoner före kriget. 
De fördrivna tyskarnas egendom konfiskerades utan kompensation. Detta reglerades i Benešdekreten. Dessa var en sorts provisoriska lagar för den befriade republiken som trädde i kraft i omgångar från maj 1945 till september 1946. I dekreten stadgas även förlust av medborgarskap, tvångsarbete för arbetsföra tyskar, internering av vissa tyskar med mera. En lag i maj 1946 gav amnesti åt individer som begått skändligheter mot värnlösa tyskar. 
Den tyska befolkningen drabbades av en stark folklig vrede. I Prag hängdes tyska soldater i lyktstolpar. På en del platser föstes tyskar ihop och avrättades urskillningslöst med maskingevär eller placerades i tjeckiska koncentrationsläger där tusentals svalt ihjäl. Tyskarna var lätta att känna igen, då de efter nazistisk förebild tvingades bära vita armbindlar med bokstaven N för "Němci" (det vill säga "tysk"). Många tyskar omkom under deporteringarna; mellan 40 000 och 220 000 dog (dock är denna siffra mycket osäker). Deportering och beslag av egendom drabbade även omkring 100 000 etniska ungrare.

## Folkdemokratin införs

Tjeckoslovakiska socialistiska republikens statsvapen mellan 1961 och 1989.

Regeringen dominerades därefter av ministrar från det tjeckoslovakiska kommunistpartiet. Regeringen kunde därefter genomdriva lagstiftning om nationalisering av företag och beslagtagande av kyrklig egendom. Utrikesministern Jan Masaryk dog den 10 mars 1948 under oklara omständigheter. Den 7 juni samma år avgick Beneš som president på grund av sin hälsa och efterträddes av Gottwald. Politiker i den borgerliga oppositionen dömdes till långa fängelsestraff eller dödsstraff om de inte flydde utomlands. I oktober 1949 inleddes "Aktion B" som riktades mot den borgerliga medelklassen och där 10 000 personer arresterades under sex veckor och skickades till arbetsläger; 1951 fanns det uppskattningsvis 90 400 fångar i dessa läger och 1952 fanns det 120 000 fångar i mellan 40 och 50 arbetsläger. Fångarna i arbetslägren fick bland annat arbeta vid urangruvorna i Jachymov och Příbram. Fångarnas egendom beslagtogs av staten och beslagtagna lägenheter delades ut till aktiva personer inom kommunistpartiet och till personal i säkerhetstjänsten.
Från hösten 1949 utbröt fraktionsstrider inom kommunistpartiet. Kommunistiska partiets partisekreterare Rudolf Slánský hade varit en av de ledande krafterna bakom trakasseringen av den borgerliga oppositionen, men i november 1951 arresterades han. Vid rättegången i november 1952 erkände Slanský att han var trotskist, titoist, sionist samt amerikansk agent och dömdes vid en skådeprocess till döden genom hängning. Utrensningar gjordes också bland slovakiska kommunister som anklagades för "småborgerlig nationalism", däribland slovakiska kommunister som deltagit i det slovakiska upproret 1944. En av de ledande slovakiska kommunisterna var Gustáv Husák som 1954 dömdes till livstids fängelse. Utrensningarna inom kommunistpartiet riktade sig dels mot Klement Gottwalds rivaler om makten, dels mot de slovakiska kommunister som ville ha ökad autonomi för Slovakien.
Efter att stora delar av den privata företagsamheten nationaliserats med början i oktober 1945 infördes femårsplaner efter sovjetisk modell. Femårsplanerna satsade på den tunga industrin medan det uppstod brist på konsumtionsvaror och levnadsstandarden sjönk. Den jordbrukspolitik som fördes, bland annat med införandet av kollektivjordbruk, innebar att jordbruksproduktionen minskade. Efter Gottwalds bortgång 1953 efterträddes han som president av Antonín Zápotocký som i sin tur efterträddes av Antonín Novotný 1957. Novotný var både president och partiets förstesekreterare och under hans tid fick Tjeckoslovakien en ny författning och det officiella namnet blev Tjeckoslovakiska socialistiska republiken. Den lilla rest av slovakisk autonomi som fanns kvar avskaffades i samband med detta.

## Pragvåren

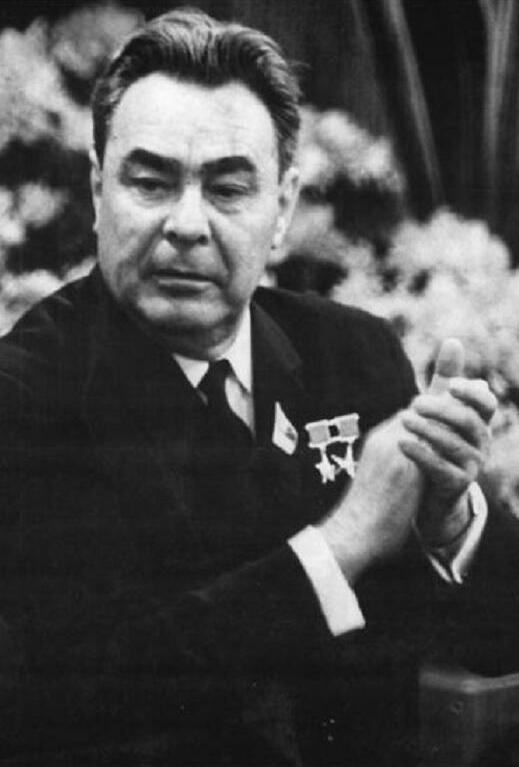
Leonid Brezjnev (1906–1982) fördömde Tjeckoslovakiens reformprogram och menade på att det innebar att kapitalismen återinfördes i landet.

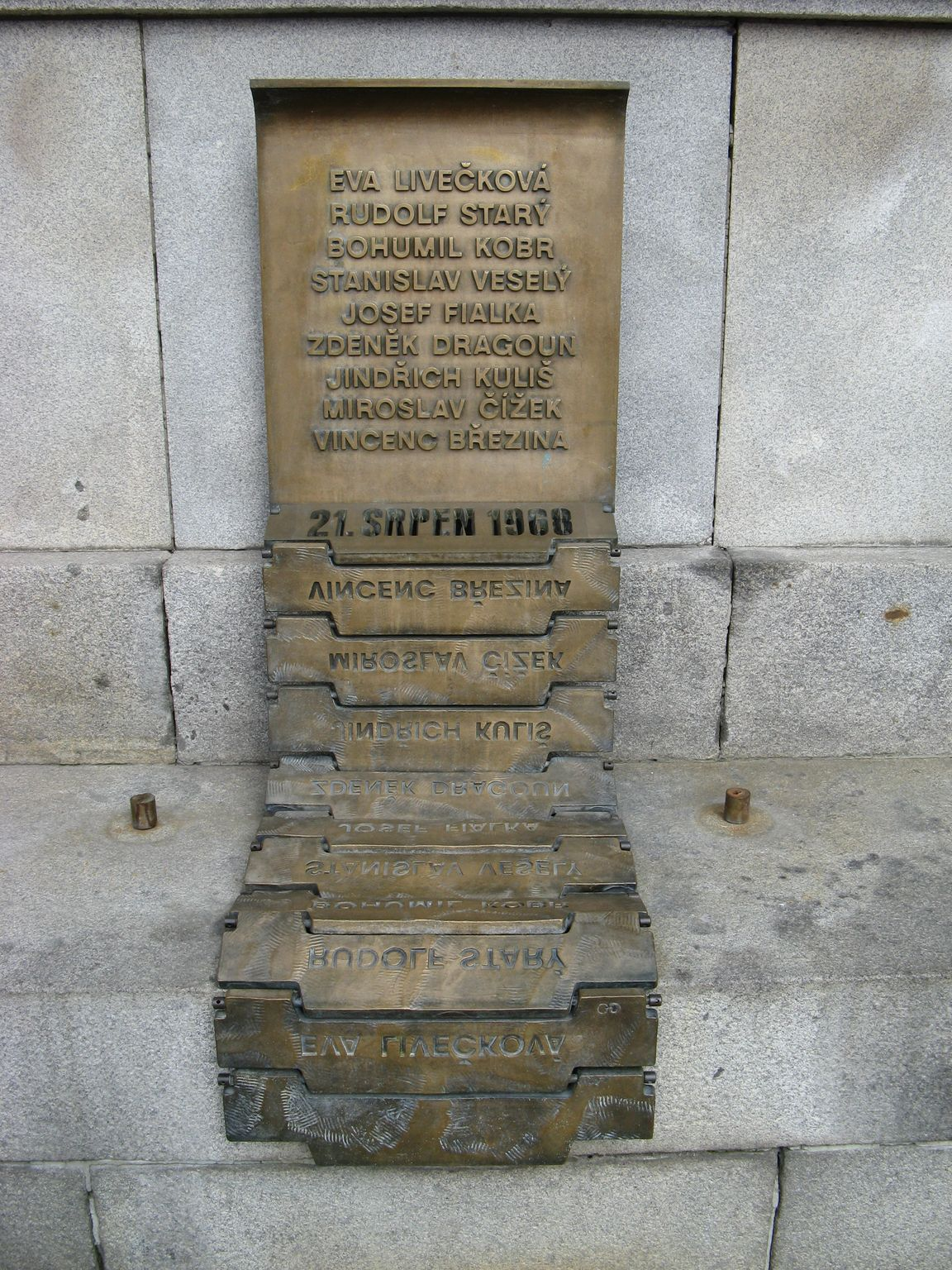
Minnesmärke i Liberec över de avlidna i den sovjetledda invasionen av Tjeckoslovakien.

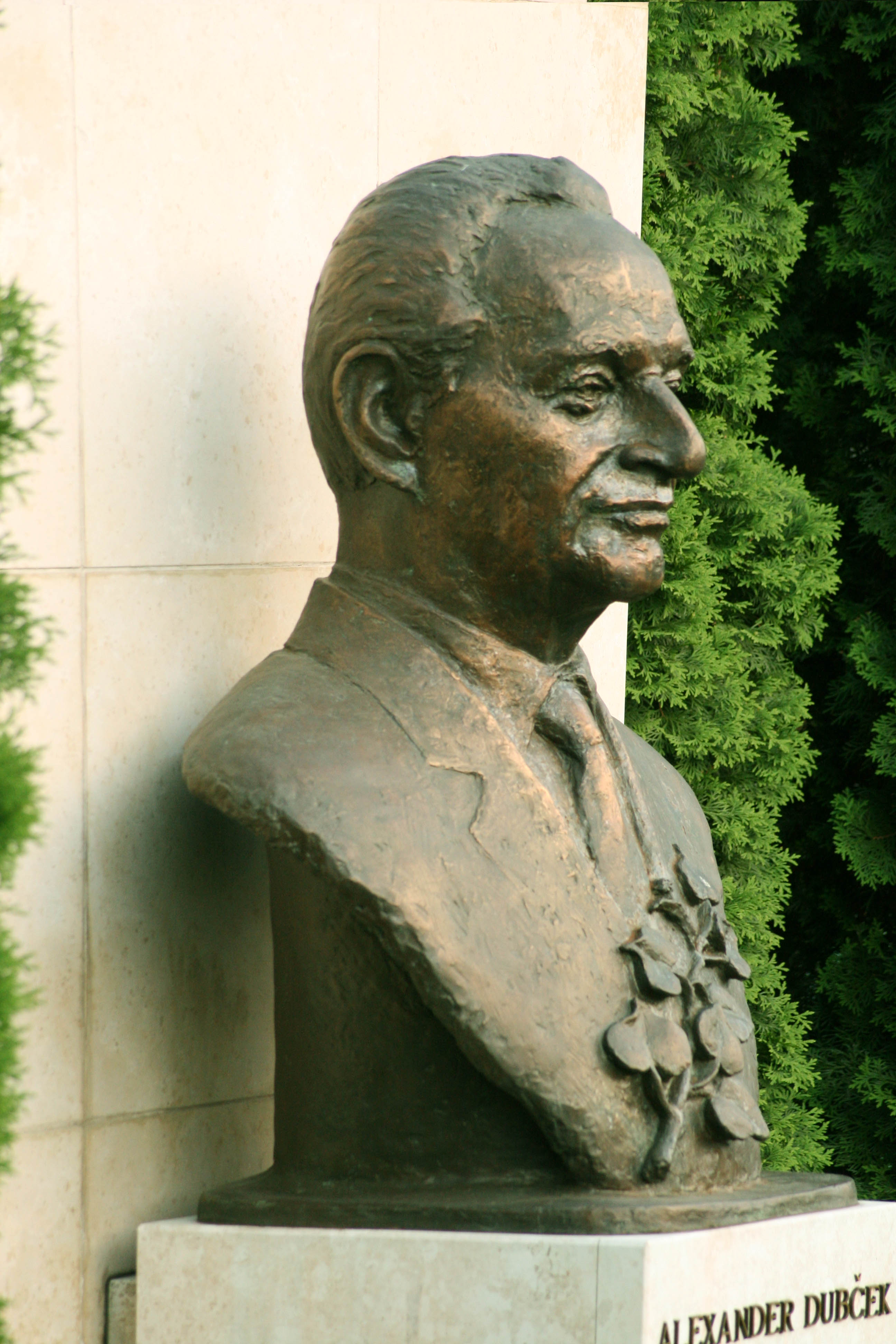
Alexander Dubček (1921–1992) valdes till förstesekreterare i det tjeckoslovakiska kommunistpartiet den 5 januari 1968.

Den tjeckoslovakiska ekonomin befann sig i kris 1962. En av de reformsinnade ekonomerna var Ota Šik, ledamot i kommunistpartiets centralkommitté och dess ekonomiska utskott. Inom partiet och regeringen lyssnade många intresserat eftersom de misslyckade ekonomiska reformerna 1958–1959 och långkonjunkturen 1962 visade att något måste göras. I juni 1966 publicerade partiet en principskiss för en större ekonomisk reform och med början 1965 började vissa delar av Šiks förslag att genomföras. Den trettonde partikongressen, som hölls i juni 1966, godkände dessa reformförslag. Det fanns dock vissa inflytelserika medlemmar av partiet som motsatte sig dessa reformer, då de befarade att dessa kunde ha vissa politiska konsekvenser. Dessa personer lyckades utverka att reformerna urvattnades, men efter att det gjordes stora förändringar i partiledningen i januari 1968 fanns det åter stöd för dessa ekonomiska reformer.
Reformerna innebar att makt skulle föras över från den centrala planeringsmyndigheten till enskilda företag så att dessa själva, inom ramen för generella mål som beslutades centralt, skulle bestämma vad och hur mycket som skulle produceras. Företagen fick själva ta ansvar för sin ekonomi och att de var lönsamma; olönsamma företag skulle upphöra. Priserna för konsumenterna skulle i större mån bero på produktionskostnaden och sättas efter utbud och efterfrågan. Företagen skulle också ha större inflytande över lönesättningen för att på så vis uppmuntra produktivt arbete. Företagen fick själva finansiera sina investeringar; endast för de allra viktigaste projekten skulle statliga investeringsfonder finnas tillgängliga. Avsikten med reformerna var att förbättra produktiviteten, inte att införa fri företagsamhet eller att släppa marknadskrafterna fria.
Vid författarförbundets kongress i juni 1967 framfördes kritik mot Antonín Novotný, regeringens politik i allmänhet och censuren i synnerhet. Några av kritikerna tvingades lämna förbundet och dess tidskrift Literární listy förbjöds. I oktober 1967 demonstrerade studenter i Prag, men möttes av kravallpolis. Inom det tjeckoslovakiska kommunistpartiet blev kritiken allt högre mot Novotný. Kritiken bottnade dels i missnöje över den ekonomiska utvecklingen, dels missnöje över hur den slovakiska delrepubliken behandlades. Under hösten 1967 utmanades Novotný av den slovakiske partisekreteraren Alexander Dubček. Novotný bad om stöd från den sovjetiske partisekreteraren Leonid Brezjnev, men när denne kom till Prag i december 1967 på Novotnýs begäran förklarade Brezjnev att han inte ville bli en part i målet. Under sin visit träffade Brezjnev Dubček och de båda kom mycket bra överens. Dubček hade vuxit upp i Sovjetunionen och talade ryska obehindrat. Utan stöd från Brezjnev var Novotnýs dagar räknade och vid ett centralkomittémöte den 5 januari 1968 valdes Dubček till ny förstesekreterare.
I mars 1968 avgick Novotný även från presidentposten och efterträddes av general Ludvík Svoboda. Svoboda tillhörde de som rensats ut ur partiet i början av 1950-talet, men som hade rehabiliterats 1954. Under våren 1968 inträffade en rad händelser som visade att stalinisterna i partiet trängts ut av reformsocialister. I april tillsattes en kommission för att undersöka omständigheterna kring utrikesminister Jan Masaryks död 1948 och en annan kommission hade uppdrag att utreda skådeprocesserna i början av 1950-talet. I april tillsattes en ny regering som dominerades av reformsocialister och med Oldřich Černík som premiärminister. Samtidigt publicerades också kommunistpartiets reformprogram som ville lösa landets ekonomiska och sociala problem genom ekonomiska reformer, konstitutionella reformer för att tillmötesgå slovakernas missnöje och en lagfäst yttrandefrihet och mötesfrihet. Däremot tilläts inte bildandet av politiska partier eller fria val med flera partier att välja emellan. Kommunistpartiets ledande roll övergavs inte heller.
Sovjetunionens generalsekreterare Brezjnev fördömde reformprogrammet och menade på att det innebar att kapitalismen återinfördes i Tjeckoslovakien. Brezjnev träffade Dubček i Karlovy Vary i maj och där kom de överens om att de ekonomiska reformerna skulle fortsätta, men att kommunistpartiet skulle ha kvar sitt maktmonopol och att en extra partikongress var nödvändig. Reformerna väckte oro hos maktinnehavarna i Tjeckoslovakiens socialistiska broderländer och ledarna för Sovjetunionen, Östtyskland, Polen, Bulgarien och Ungern träffades i Warszawa den 15 juli 1968 och krävde att reformerna skulle stoppas. I sitt svar förklarade det tjeckoslovakiska kommunistpartiets centralkommitté att partiet skulle ha kvar sitt maktmonopol och att det inte var aktuellt att förändra landets utrikespolitik. Representanter för alla sex länder träffades i Bratislava i början av augusti och till synes kunde man klara ut de eventuella missförstånden.
Inom centralkommittén fanns det dock ledamöter som ogillade reformerna. Drahomír Kolder, Alois Indra och Milouš Jakeš konspirerade för att få Sovjetunionen att invadera Tjeckoslovakien, vilket också skedde på natten mellan den 20 och 21 augusti 1968. Förstesekreterare Dubček och premiärminister Černík arresterades tillsammans med andra höga politiker och de flögs till Moskva. Den 22 augusti hölls den extraordinarie fjortonde partikongressen i en fabrik utanför Prag dit 1 200 delegater lyckats ta sig som återvalde Dubček som förstesekreterare, valde en ny partiledning bestående av reformister, protesterade mot ockupationen och utlyste en entimmes generalstrejk till nästföljande dag. Det verkade oklart vad som skulle hända med Dubček och de andra, men den 23 augusti kom president Svoboda till Moskva och från och med den 25 augusti inleddes förhandlingar. Från sovjetisk sida presenterade man 15 punkter som man ville att Tjeckoslovakien skulle uppfylla och det sovjetiska kommunistpartiets centralkommittés sekreterare Boris Ponomarev förklarade att tjeckoslovakerna skulle få vara kvar i veckor eller månader så länge de inte gick med på kraven. Dubček och de andra vägrade ändå, men president Svoboda gick med på kraven. Genom Moskvaprotokollet gick Tjeckoslovakien med på att återinföra presscensuren, den fjortonde partikongressen förklarades ogiltig och att en ny partikongress skulle inkallas efter att "tillståndet i landet och inom partiet hade normaliserats". Den 27 augusti 1968 var alla de tjeckoslovakiska politikerna tillbaka i Prag och i ett tal i radio förklarade Dubček att det tillfälligt var nödvändigt att begränsa de demokratiska reformerna och yttrandefriheten.
Moskvaprotokollet bekräftade att Dubček var partiets förstesekreterare. I oktober 1968 undertecknades Fördrag om villkor för den tillfälliga stationeringen av sovjetiska trupper på Tjeckoslovakiens territorium som innebar att Sovjetunionen placerade en militär trupp på 100 000 man i Tjeckoslovakien. Fördraget kunde endast sägas upp om båda parter var överens och det framgick ingenstans hur länge den tillfälliga stationeringen skulle vara eller hur stora trupperna fick lov att vara. Röda armén fanns kvar i Tjeckoslovakien fram till sommaren 1991.

## Normalisering

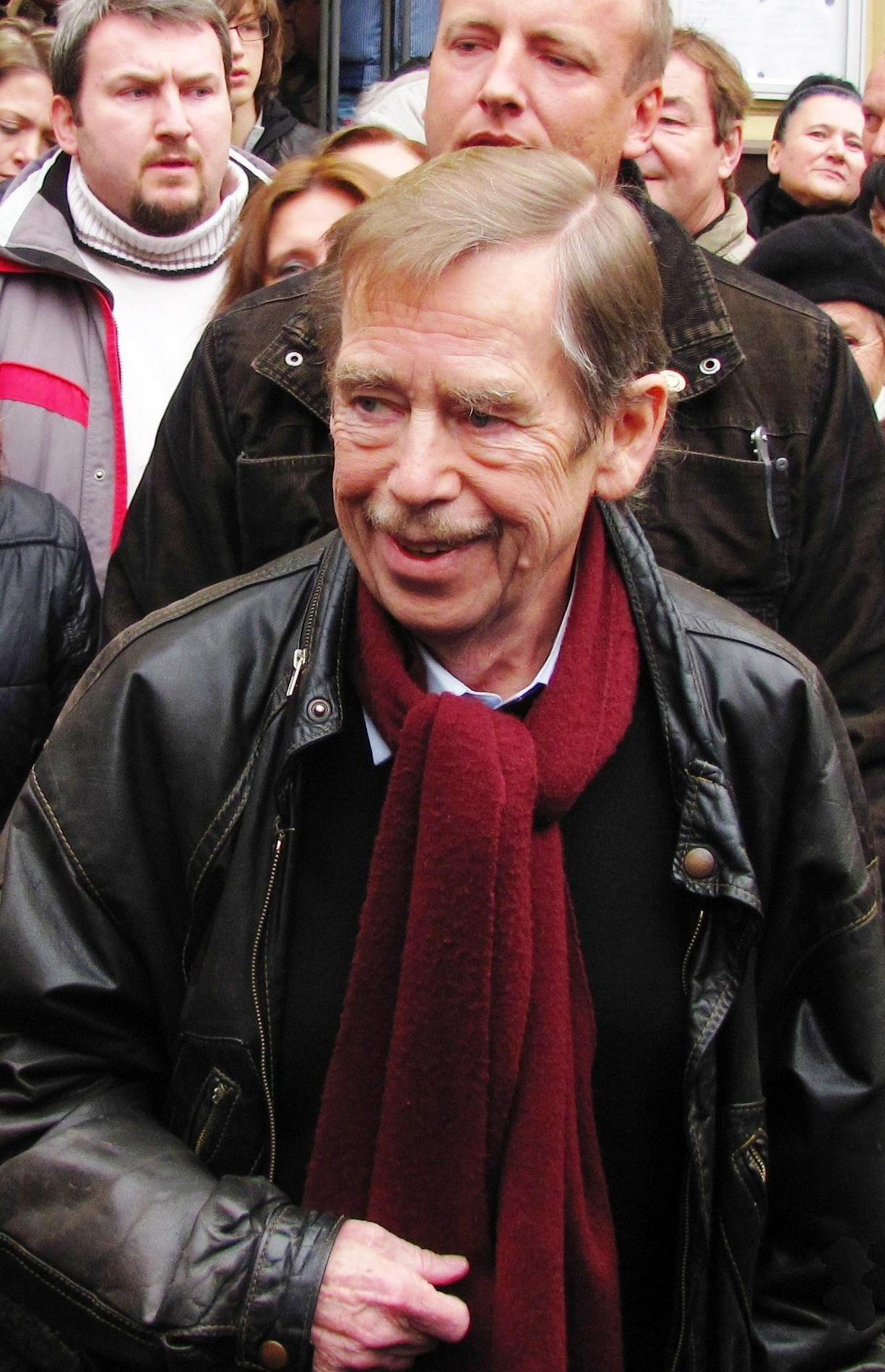
Dramatikern och politikern Václav Havel (1936–2011) protesterade öppet mot regeringens "normalisering". Havel var senare Tjeckoslovakiens president (1989–1992) och Tjeckiens president (1993–2003).

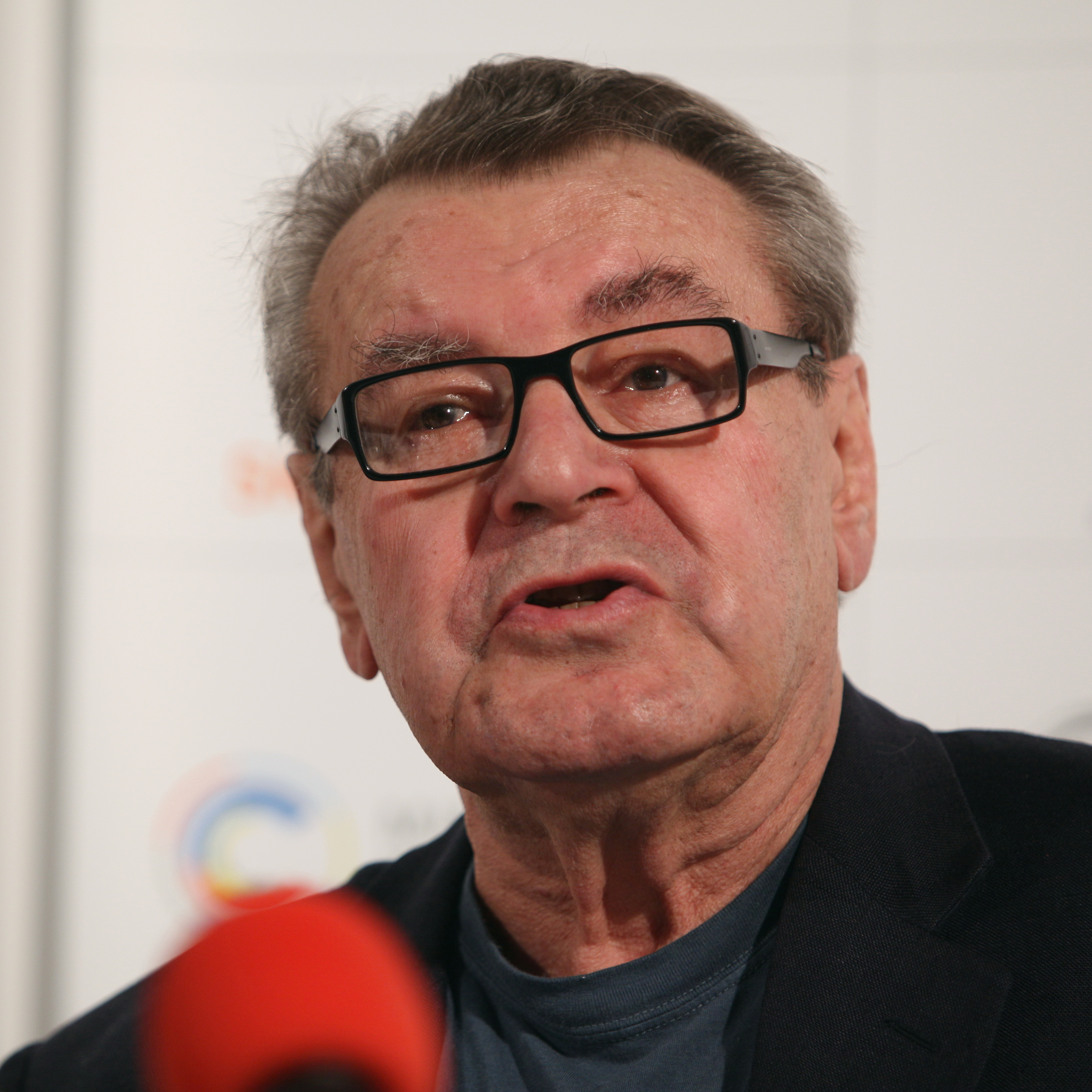
Regissören Miloš Forman (1932–2018) var en av de personer som lämnade Tjeckoslovakien under "normaliseringen".

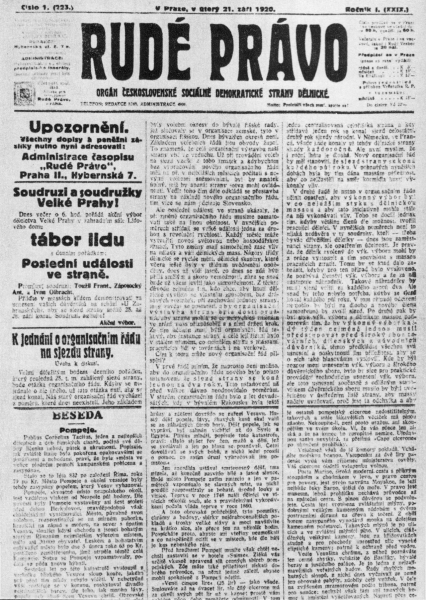
Kommunistpartiets dagstidning Rudé právo startade en kampanj mot den regeringskritiska gruppen Charta 77 som inte uteslöt personangrepp mot gruppens mest kända medlemmar.

Även om Dubček satt kvar som partiets förstesekreterare försvann andra reformanhängare från partiets centralkommitté. De reformer som införts under våren och sommaren 1968 upphävdes en efter en. Dubček försökte distansera sig från de främsta reformanhängarna i partiledningen; när dessa av olika anledningar lämnade partiledningen blev dock Dubček allt mer isolerad. Den utlovade reformen om federaliseringen av Tjeckoslovakien genomfördes dock. Politiska organisationer utanför den nationella fronten förbjöds. Mot tidningar och tidskrifter gjordes det påtryckningar att inte yttra sig alltför frispråkigt och i september 1969 återinfördes presscensuren. Protester förekom fortfarande; i januari 1969 dog en student, Jan Palach, efter att ha tänt eld på sig själv i protest mot regeringens politik, den så kallade "normaliseringen". Den 17 april 1969 avgick Dubček som förstesekreterare och efterträddes av Gustáv Husák. Dubček utsågs till talman i Nationalförsamlingen, ett ämbete med främst ceremoniella uppgifter. I januari 1970 blev han ambassadör i Turkiet, men efter några månader blev han fråntagen sitt partimedlemskap och fick istället börja arbeta på skogsvårdsstyrelsen i Bratislava.
Den 19 augusti 1969, inför årsdagen av ockupationen, utbröt demonstrationer i Prag som slogs ned av kravallpolis. Undantagslagar infördes vilka innebar hårda straff för de som protesterade mot det politiska läget i landet. Studenter och lärare som hade varit politiskt aktiva reformanhängare eller som protesterade mot ockupationen tvingades lämna skolor och universitet. 900 universitetslärare blev av med sina arbeten. Inom kommunistpartiet gjordes en utrensning bland dess medlemmar; en halv miljon medlemmar rensades ut. Fram till 1971 gick 170 000 personer i exil trots att "normaliseringen" innebar att det krävdes tillstånd i förväg för att resa utomlands. Bland de som lämnade landet kan nämnas tennisspelarna Martina Navrátilová och Ivan Lendl, filmregissören Miloš Forman samt författaren Milan Kundera.
Även inom kommunistpartiets egna led gjordes stora utrensningar. Alla medlemmar var tvungna att ställa upp på intervjuer för att svara på frågor om hur de uppträtt under våren och sommaren 1968. 1,5 miljoner medlemmar intervjuades, 327 000 av dem vägrades fortsatt medlemskap och 150 000 medlemmar lämnade partiet frivilligt 1969-1970, vilket sammanlagt motsvarade 28 procent av medlemmarna. Också utanför kommunistpartiet fick människor svara på frågor om de hade stött reformpolitiken. Till exempel kan nämnas att 2 000 journalister och 900 professorer förlorade sina jobb. 117 medlemmar av författarförbundet förlorade sin licens att skriva böcker och i maj 1970 fanns det inte längre en enda litterär tidskrift kvar i landet. Den 21 augusti 1969 undertecknade tio intellektuella ett öppet brev till regeringen, kallat "Tio punkter", som protesterade mot den förda politiken. De tio, däribland författaren Václav Havel, åtalades för omstörtande verksamhet, men åtalet ledde aldrig till något. Havels böcker fick därefter inte publiceras och hans pjäser inte längre framföras i Tjeckoslovakien.
Regeringen å sin sida försökte att göra medborgarna nöjda med sina liv genom att höja levnadsstandarden och genom att titta åt andra hållet när arbetsdisciplinen sjönk och den svarta ekonomin frodades. Den centralplanerade ekonomin inriktades på industrialisering och under början av 1970-talet lyckades man också få levnadsstandarden att öka. Denna uppgång avbröts genom oljekrisen 1973; mitten av 1970-talet innebar sjunkande levnadsstandard. För de vanliga medborgarna innebar perioden en tid av politisk apati och resignation. Å ena sidan slog myndigheterna ned all opposition, å andra sidan ökade levnadsstandarden avsevärt. Under perioden 1970–1978 ökade den privata konsumtionen sammanlagt med 36,5 procent. 1969 gick det en bil på 21 personer, 1981 gick det en bil på sju personer.
Sommaren 1975 undertecknade Tjeckoslovakien Helsingforsfördraget som innebar att varje land skulle respektera de mänskliga rättigheterna. Att regeringen inte på allvar tänkte respektera dessa visades följande sommar när medlemmarna i den psykedeliska rockgruppen The Plastic People of the Universe dömdes till fängelse. Flera tjeckoslovakiska författare protesterade mot detta, däribland Havel och Jaroslav Seifert. I förlängningen ledde det hela till bildandet av den oppositionella gruppen Charta 77 där det ingick personer såsom reformkommunisterna Zdeněk Mlynář och Jiří Hájek samt författarna Havel och Pavel Kohout. Gruppen tog sitt namn efter ett upprop riktat mot regeringen som protesterade mot att de mänskliga rättigheterna inte respekterades. Uppropet cirkulerade runt och fram till 1987 hade 1 200 personer undertecknat det.
När Havel och andra den 6 januari 1977 försökte skicka iväg uppropet till regeringen, parlamentet och den officiella nyhetsbyrån blev de gripna av säkerhetspolisen. Kommunistpartiets dagstidning Rudé právo startade en kampanj mot Charta 77 som inte uteslöt personangrepp mot gruppens mest kända medlemmar. Tusentals personer tvingades på sina arbetsplatser underteckna en lojalitetsförklaring mot regeringen som i sak fördömde Charta 77 och dess verksamhet. 7 500 författare, konstnärer och akademiker skrev under och deras namn publicerades i Rudé právo. Havel dömdes i oktober 1977 till ett villkorligt straff på 14 månaders fängelse. Andra som hade undertecknat uppropet blev av med sina jobb, blev kallade till polisförhör eller fick sina hem genomsökta av polisen. I oktober 1978 bildades VONS av en grupp oppositionella för att arbeta med specifika rättsövergrepp. I maj 1979 arresterades 15 av gruppens medlemmar, däribland Havel. Sex av gruppens medlemmar dömdes i oktober 1979 till fängelsestraff för omstörtande verksamhet, däribland Václav Benda (straff på 4 år), Jiří Dienstbier (straff på 3 år), Petr Uhl (straff på 5 år) och Václav Havel (straff på 4,5 år). Alla kända oppositionella fick finna sig i ständiga trakasserier från polisen.
Ett kännetecken för det politiska livet under Husák var den tjeckoslovakiska efterföljsamheten visavi Sovjetunionen. I utrikespolitiken var den tjeckoslovakiska linjen densamma som Sovjetunionens. Nära och återkommande kontakter mellan de två ländernas regeringar och kommunistpartier gjorde att den sovjetiska linjen även var Tjeckoslovakiens. Av Tjeckoslovakiens utrikeshandel var ungefär 50 procent med Sovjetunionen. Sovjetunionen utövade också kontroll över Tjeckoslovakiens polis och säkerhetsstyrkor och det fanns också fem divisioner sovjetisk militär trupp, närmare bestämt två tankdivisioner, tre missilbrigader, en artilleribrigad och en stridsflygbrigad. Manskapet uppgick till 85 000 man och dess högkvarter låg i Milovice, nordväst om Prag.

## Sammetsrevolutionen

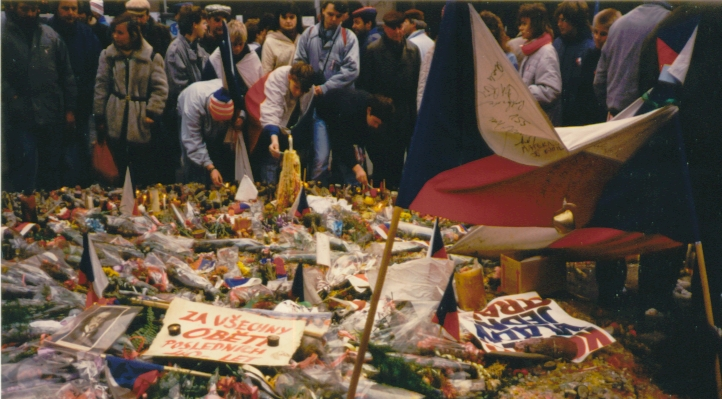
Människor samlas på Vaclavplatsen i Prag i november 1989.

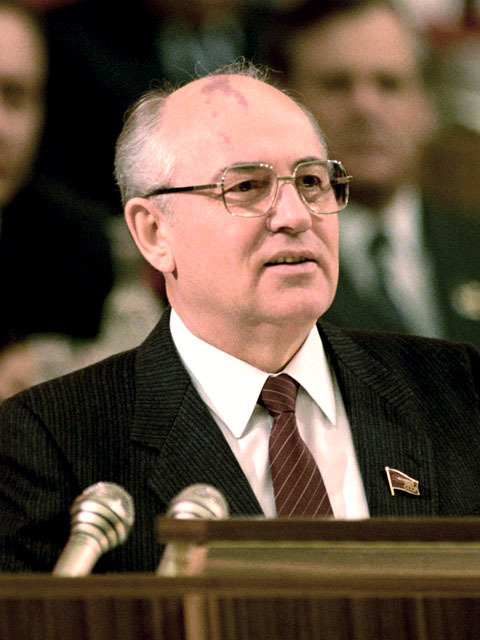
Michail Gorbatjov (1931–2022) var Sovjetunionens siste president och han lanserade begreppen glasnost ("öppenhet") och perestrojka ("omstrukturering") under 1980-talet. Dock fanns det i Prag vid denna tid inget intresse varken för öppenhet eller omstrukturering.

Under 1970- och 1980-talen förde Husák en utrikespolitik helt i Brezjnevs anda. Mot Ungern, som från 1980-talet förde en mer liberal politik och som 1982 blev medlem av Internationella valutafonden, fördes en kampanj mot vad man i Prag kallade "imperialistiska reaktionärer". Den moskvatrogna politiken fortsatte även under Jurij Andropov och Konstantin Tjernenko.
Efter att Michail Gorbatjov 1985 blev generalsekreterare i Sovjetunionens kommunistiska parti lanserade han begreppen glasnost ("öppenhet") och perestrojka ("omstrukturering"). Gorbatjov hade nått sin position genom att distansera sig från Brezjnev och den stagnation som hade rått under denne. I Prag fanns det dock inget intresse varken för öppenhet eller omstrukturering. Dröjsamheten hade sina uppenbara skäl. Sedan 1969 hade partiledningen i stort sett varit intakt och man var väl medveten om att all kritik mot de politiska förhållandena i Tjeckoslovakien skulle slå tillbaka på partiledningen självt. Inom partiledningen hade dock premiärminister Lubomir Štrougal börjat plädera för en översyn av den förda politiken efter Gorbatjovs makttillträde och vid partikongressen i mars 1986 pläderade han för att Tjeckoslovakien skulle följa Sovjetunionens exempel. Motstånd fanns dock bland partiledningens mest konservativa, anförda av Vasil Bilak som efter att ha lytt minsta vink från Moskva nu hävdade att man inte skulle kopiera andra länder rakt av utan endast med varsamhet ta till sig erfarenheter från andra socialistiska länder. Husák höll sig i bakgrunden fram till mars 1987 när han förklarade sig vara en varm anhängare av Gorbatjovs reformer. I april 1987 besökte Gorbatjov Prag och hans besök uppmuntrande oppositionen. En grupp krävde att president Husák skulle avgå och en slovakisk miljögrupp avslöjade att det fanns grava miljöproblem i Slovakien.
Husák avgick som kommunistpartiets generalsekreterare i december 1987 (men satt kvar på presidentposten) och efterträddes av den konservative Milouš Jakeš, som hade motsatt sig reformerna under Pragvåren. Den första protestdemonstrationen ägde rum den 25 mars 1988 i Bratislava och under den krävdes medborgerliga rättigheter och religionsfrihet. Demonstrationen upplöstes av polisen. Demonstrationer skedde också på nationaldagen den 28 oktober 1988 i flera städer och på årsdagen av invasionen 1989. Under sommaren 1989 hade spänningarna ökat. Reformerna hade fortsatt i Polen där fackföreningen Solidaritet deltog i regeringen och i Ungern hade taggtrådsstängslen mot Österrike tagits bort och allmänna val utlysts till september 1989.
Den 17 november 1989 demonstrerade studenter i Prag för att hylla Jan Opletal, en student som dödades av nazisterna vid den tyska ockupationen femtio år tidigare. Demonstrationen slogs ned brutalt av polisen. Som svar gick skådespelarna ut i strejk och på teatrarna i staden hölls manifestationer. Vid ett sådant bildades oppositionsrörelsen Medborgarforum. Demonstrationerna fortsatte de följande dagarna och Medborgarforum utlyste en tvåtimmars generalstrejk till den 27 november. Under veckan efter strejken åsidosattes också presscensuren och tjeckoslovakisk TV rapporterade öppet om händelserna. I Slovakien bildades reformrörelsen Allmänheten mot våld, där bland annat Dubček ingick.
Den 29 november avskaffades artikel 4 i författningen där kommunistpartiets ledande roll angavs. I december bildades en samlingsregering med representanter för oppositionen och allmänna val utlystes till juni 1990. Den 29 december 1989 valdes Havel till president och Dubček blev återigen nationalförsamlingens talman.

## Upplösningen
| Den slovakiske politikern Vladimír Mečiar (vänster) och den tjeckiske politikern Václav Klaus (höger) var vinnarna av valen som hölls under 1992. |  | Den slovakiske politikern Vladimír Mečiar (vänster) och den tjeckiske politikern Václav Klaus (höger) var vinnarna av valen som hölls under 1992. |
| Den slovakiske politikern Vladimír Mečiar (vänster) och den tjeckiske politikern Václav Klaus (höger) var vinnarna av valen som hölls under 1992. |  | |

I juni 1990 hölls allmänna val och det blev en stor framgång för rörelserna Medborgarforum och Allmänheten mot våld. Kommunistpartiet deltog under parollen Ingen pluralism utan kommunisterna och fick ungefär fjorton procent av rösterna.
Efter sammetsrevolutionen blev den mest brännande frågan hur makten skulle fördelas mellan de två delrepublikerna, det vill säga mellan tjecker och slovaker. Redan under våren 1990 utbröt en diskussion om Tjeckoslovakiens officiella namn, Československá socialistická republika. Alla var överens om att det måste ändras, men tjecker och slovaker var oeniga om vad man skulle ha istället. Slovakerna menade att ordet "Tjeckoslovakien" var felaktigt då det implicerade att det fanns en tjeckoslovakisk etnicitet. Internationellt kända slovaker som Dubček och Husák benämndes regelbundet "tjecker" i västerländsk press. För att understryka att landet bestod av två nationer ville slovakerna därför införa ett bindestreck i det officiella namnet, Česko-Slovensko. I april 1990 beslutade parlamentet att det officiella namnet skulle bli Česká a Slovenská Federativní Republika (på svenska Tjeckiska och slovakiska federativa republiken).
Oenigheten om maktfördelningen mellan den federala nivån och de två delrepublikerna fortsatte. Efter sammetsrevolutionen var det angeläget att ändra författningen, men de formella strukturerna gjorde att förslag måste godkännas av tre olika politiska församlingar: i det nationella parlamentet i Prag och i de två delrepublikernas parlament. De två delrepublikernas regeringar träffades därför för förhandlingar, men dessa ledde ingen vart då slovakerna ville ha så mycket makt som möjligt till delrepublikerna — i sak konfederation medan tjeckerna ville ha mer makt på den nationella nivån för att kunna klara de omställningar som marknadsekonomin krävde och för ett närmande till EU. En anledning till att förhandlingar inte ledde någonvart kan vara partisystemet. Snabbt uppkom två parallella partisystem, ett i varje delrepublik. Förutom kommunistpartiet var de partier som lyckades i parlamentsvalet i juni 1990 regionalt baserade. Endast kommunistpartiet var rikstäckande, men även detta delades i två efter valet. De politiker som skulle lösa den konstitutionella frågan hade sin väljarbas i endera av delrepublikerna; den politiker som försökte diskutera frågan utifrån vad som var bäst för landet som helhet kunde anklagas för att sälja ut den egna delrepubliken.
Det federala parlamentet i Prag kunde 1990 rösta igenom en lag som delvis löste frågan om maktfördelningen, men lämnade flera problem obesvarade. Ett nytt förslag blev nedröstat på våren 1992 i det slovakiska nationalrådet. Vid valen i juni 1992 till det slovakiska Nationalrådet vann Vladimír Mečiars Rörelsen för ett demokratiskt Slovakien med vallöftet att arbeta för Slovakiens bästa i en mer decentraliserad stat; i den tjeckiska delrepubliken vann Demokratiska Medborgarpartiet under ledning av Václav Klaus med löften om ekonomiska reformer och mindre makt till delrepublikerna.
Valet hade därmed inte gett någon lösning på hur de konstitutionella problemen skulle lösas. Strax efter valet förklarade Klaus att det uppenbarligen var omöjligt att nå en lösning och att federationen var död. Mečiar protesterade mot detta och hans parti röstade i oktober 1992 tillsammans med den tjeckiska oppositionen igenom en resolution i det nationella parlamentet om att undersöka förutsättningarna för en konfederation. Den tjeckoslovakiska regeringen lyckades först inte få igenom ett förslag om att upplösa Tjeckoslovakien; först på det tredje försöket den 25 november 1992 gick förslaget igenom. Förslaget innebar att Tjeckoslovakien upplöstes på fem veckors varsel; från den 1 januari 1993 ersattes landet av de två republikerna Tjeckien och Slovakien.